# Mrówczan sodu
Mrówczan sodu, HCOONa – organiczny związek chemiczny, sól sodowa kwasu mrówkowego.

## Właściwości
Tworzy białe, lekko higroskopijne kryształy. Jest bardzo dobrze rozpuszczalny w wodzie. Odczyn pH jego roztworów wodnych wynosi ok. 7.

## Otrzymywanie
Mrówczan sodu produkowany jest przemysłowo przez ogrzewanie pod ciśnieniem tlenku węgla z wodorotlenkiem sodu:
CO + NaOH → HCOONa

## Zastosowanie
Jest stosowany w przemyśle chemicznym do produkcji kwasu mrówkowego, kwasu szczawiowego i ditioninu sodu, a także jako reduktor, składnik roztworów buforowych i odczynnik analityczny do strącania metali szlachetnych i kompleksowania.
Ponadto wykorzystywany jest przemyśle skórzanym i włókienniczym (do barwienia i nadrukowywania tkanin), papierniczym (służy do impregnacji drewna). Jest też wykorzystywany przy produkcji perfum oraz jako dodatek do pasz dla bydła.
Jest środkiem konserwującym żywność (E237). 